# Bukka White
Booker T. Washington "Bukka" White, född 12 november 1909 i Chickasaw County, Mississippi, död 26 februari 1977 i Memphis, Tennessee, var en amerikansk deltabluessångare och gitarrist. Hans mor och mormodern till B.B. King var systrar.
White lärde sig av sin far spela fiol och senare gitarr. En viktig influens var Charlie Patton som han även hävdade att han träffat och fått instruktioner ifrån. Han spelade också, i mindre utsträckning, piano. 
Sina första inspelningar gjorde han 1930 under namnet Washington White. Han spelade då in 14 blues- och gospelsånger varav 4 gavs ut av skivbolaget Victor. Det dröjde till 1937 innan han återigen fick tillfälle att spela in, strax därefter blev han dock dömd till fängelse för att ha skjutit en man i låret. Han avtjänade tre år på Parchman Farm. Under den tiden blev hans sång "Shake 'Em on Down" en hit och han fick även tillfälle att spela in två låtar för Alan Lomax. Efter frigivningen åkte White till Chicago där han under två dagar i mars 1940 spelade in 12 nya sånger för producenten Lester Melrose, däribland "Parchman Farm Blues", "Aberdeen Mississippi Blues",  "Fixin' to Die Blues", och "Special Stream Line". 
Efter detta försvann White från musiken och blev snart bortglömd. 1961 spelade dock Bob Dylan in hans "Fixin' to Die Blues" till sitt debutalbum Bob Dylan. Detta ledde till att bluesentusiasterna John Fahey och Ed Denson letade upp honom, han var då industriarbetare i Memphis, Tennessee, och fick honom att börja spela igen. Under 1960-talet spelade han in tre nya album och han fortsatte uppträda under 1970-talet, innan han avled 1977.
1990 valdes Bukka White in i Blues Hall of Fame.